# Örekullen
Örekullen är en bebyggelse nordväst om Borås vid sydvästra stranden av Öresjö i Bredareds socken i Borås kommun. Från 2015 avgränsar SCB här en småort. Småorten omfattar även bebyggelsen i Båstad strax norr om Örekullen. 